# Friedrich Rottra

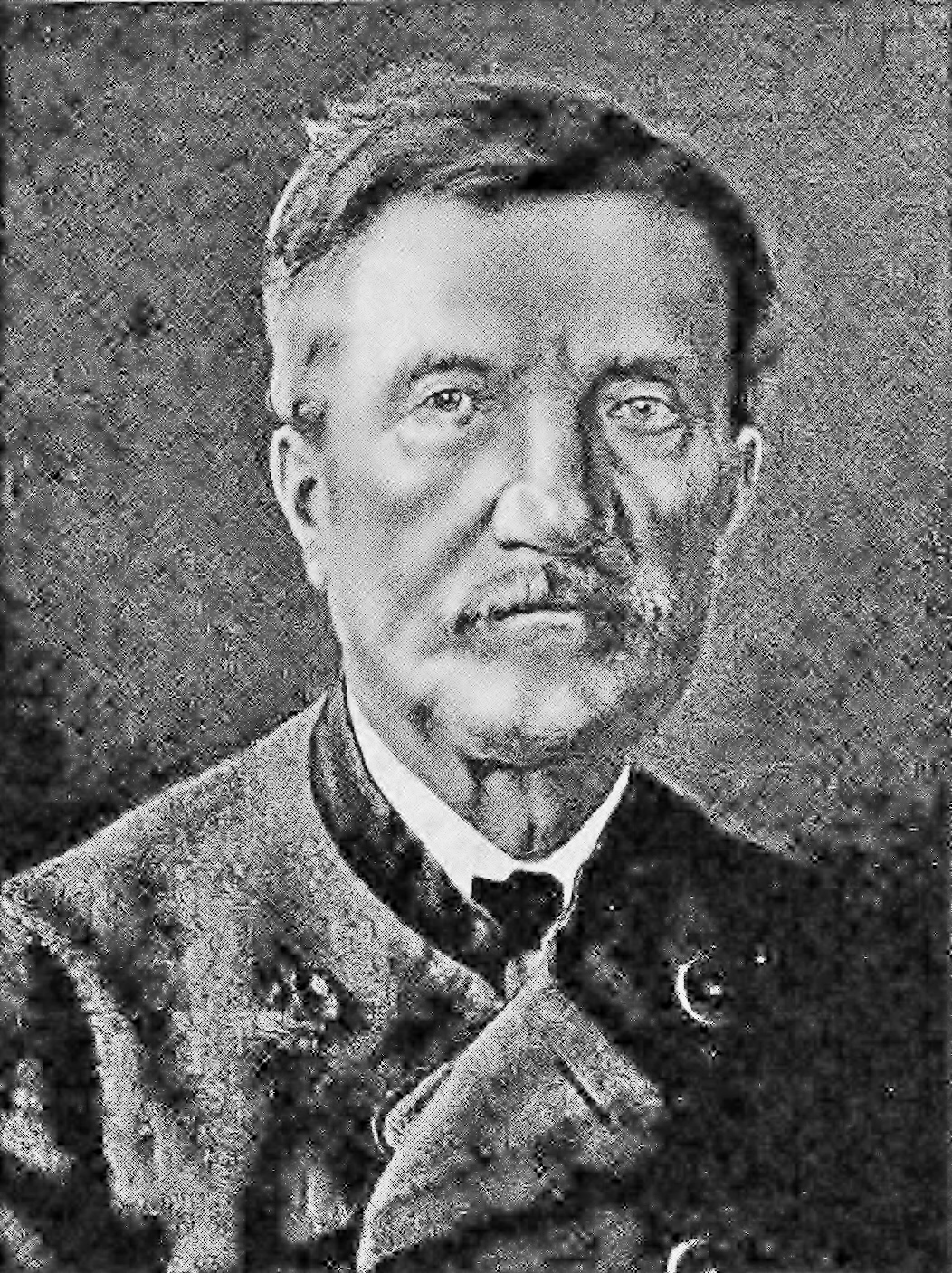
Friedrich Rottra. Fotografie eines Ölgemäldes aus dem 19. Jahrhundert

Friedrich Rottra (* 13. Januar 1821 in Efringen-Kirchen; † 4. Januar 1903 ebenda) war Mitglied der zweiten Kammer der badischen Ständeversammlung und Teilnehmer an der Badischen Revolution von 1848.

## Familie
Rottra war der einzige Sohn des Metzgermeisters und Wirtes des Kirchener Gasthofs zum Anker Bartlin Rottra (1792–1849) und dessen zweiter Ehefrau Anna Magdalena, geb. Grether (1797–1864). Rottra heiratete 1845 Maria Babara Däublin (1821–1895) die Tochter des Bürgermeisters von Haltingen. Das Paar hatte vier Töchter. Zwei Söhne starben schon im ersten Lebensjahr.

## Leben

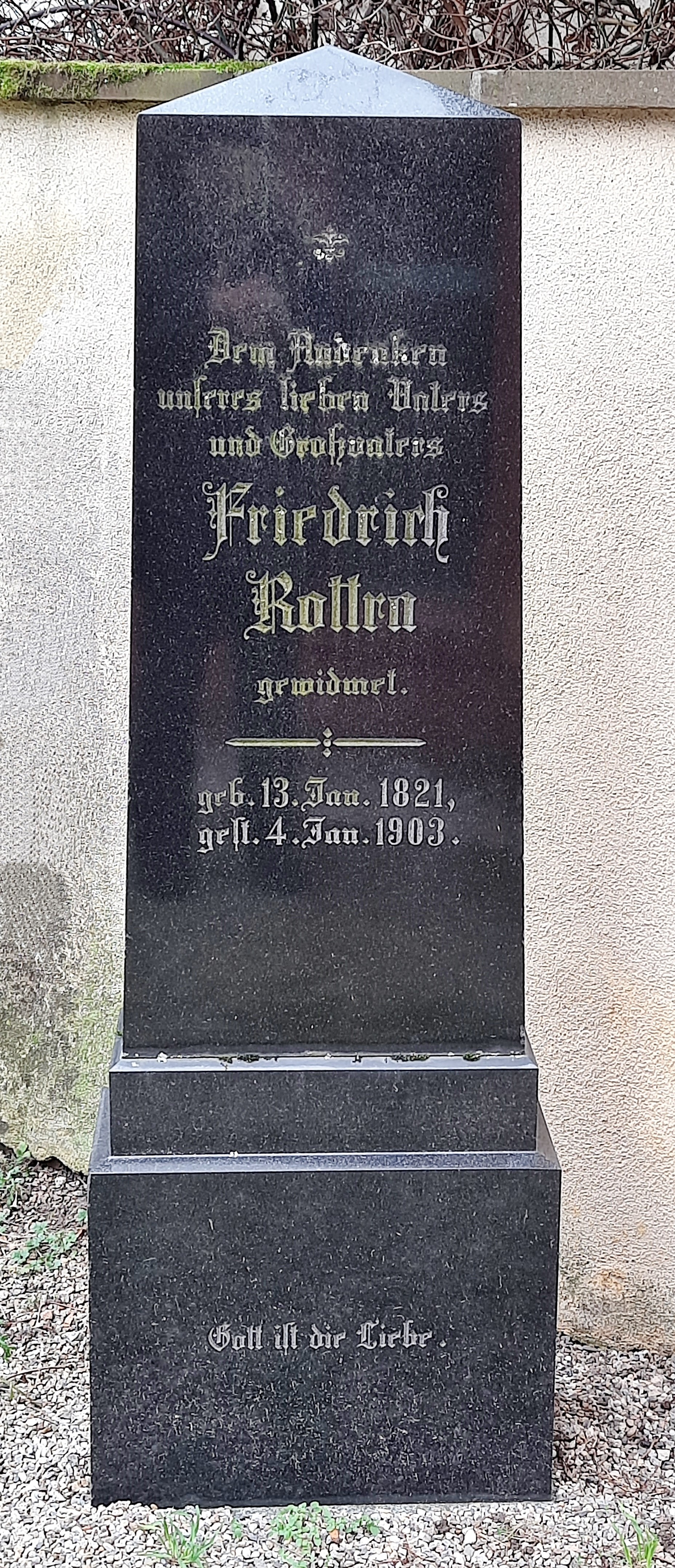
Gedenkstein für Friedrich Rottra auf dem Kirchhof von Kirchen (Efringen-Kirchen).

Rottra erhielt seine Ausbildung am Hebel-Gymnasium Lörrach und am Polytechnikum Karlsruhe sowie in einem Gastronomiebetrieb in Yverdon und im väterlichen Betrieb. Nach seiner Heirat (1845) führte er den Gasthof zum Anker zusammen mit seinem Vaters in der damals selbständigen Gemeinde Kirchen weiter. Bei der Gründung der Sparkasse Kirchen war Rottra 1847 beteiligt und übte die Ämter des Schriftführers und Kassierers aus.
1847/48 war Rottra Ratschreiber der Gemeinde Kirchen und führte in dieser Funktion auch eine Chronik.
Im März 1848 wurde auch in Kirchen eine Bürgerwehr aufgestellt und Rottra wurde deren Chef. Als zwei Tage vor dem Gefecht auf der Scheideck die Kirchener Bürgerwehr von den Republikanern zum Zuzug aufgefordert wurde, lehnte Rottra ab, da er die Erfolgsaussichten gering einschätzte und auch die Lörracher Bürgerwehr sich nicht anschloss.
Im September 1848 beteiligte er sich am zweiten badischen Aufstand, dem sogenannten Struve-Putsch und zog mit Gustav Struves Freischaren zum Gefecht um Staufen. Rottra entkam nach dem Gefecht über das Elsass und Basel, wurde aber später aufgrund von Denunziation für 24 Tage in Lörrach inhaftiert und nur gegen eine hohe Kaution und unter polizeilicher Aufsicht freigelassen. Am dritten badischen Aufstand im Mai 1849 beteiligte er sich nicht mehr. Rottra war auch kein entschiedener Republikaner, sondern folgte nach eigener Formulierung der Devise: „Laßt mir doch die Republik aus dem Spiele, Kaiser und Reich, soll unsere Devise sein, die Republik kann später kommen.“ Dementsprechend war er mit der deutschen Vereinigung 1870/71 zufrieden.
Nach dem Tod des Vaters im Januar 1849 übernahm er Gasthof und Landwirtschaft alleine. 
1852 wurde er in den Gemeinderat von Kirchen gewählt und übte dieses Amt 14 Jahre aus.
Rottra wurde 1855 im Ämterwahlbezirk 9 für den Amtsbezirk Lörrach in die zweite Kammer der Badischen Ständeversammlung gewählt und war damit der erste Abgeordnete, der an den revolutionären Aktionen der Badischen Revolution 1848/49 aktiv beteiligt war. 
Bei der indirekten Wahl 1855 erhielt Rottra im dritten Wahlgang 27 von 49 Wahlmännerstimmen. Sein Gegenkandidat, der Lörracher Kaufmann und spätere Bürgermeister Karl Robert Gebhardt, erhielt 22 Wahlmännerstimmen.
Rottra gehörte dem 17. und 18. ordentlichen Landtag an. Bei der Wahl 1859 wurde er im Wahlbezirk durch August Lamey abgelöst.
Mit dem örtlichen Pfarrer gründete Rottra 1865 einen Krankenunterstützungsverein, der vor allem Arbeiter und Taglöhner im Krankheitsfall unterstützen sollte.
1868 wurde Rottra als praktischer Landwirt in den neu geschaffenen Landesculturrath des Großherzogtums Baden berufen, der von Adolf Stengel geleitet wurde und 1869 wurde Rottra mit dem Ritterkreuz II. Klasse des Ordens vom Zähringer Löwen geehrt.
Zu Beginn des Deutsch-Französischen Krieges im September 1870 war die badische Seite des südlichen Oberrheins durch die Konzentration der badischen Truppen im Norden von Militär weitgehend entblößt. Zur Abwehr französische Übergriffe wurden daher bürgerliche Schutzwehren (teilweise auch Rheinwehr genannt) gebildet, die insbesondere aus Mitgliedern von Schützenvereinen und Feuerwehren bestanden. Rottra wurde neben Markus Pflüger einer der Hauptleute der Schutzwehr im Bezirksamt Lörrach.
Von 1872 bis 1874 wirkte Rottra als eines von fünf gewählten Mitgliedern des Lörracher Kreisausschusses.
Rottra starb am 4. Januar 1903 nach langem Leiden und wurde am 6. Januar beigesetzt.

## Schriften
- Fritz Schülin, Friedrich Rottra: Der Zug der Freischärler aus dem Oberland und sein Ende beim Gefecht in Staufen am 24. September 1848. In: Das Markgräflerland, Jg. NF 4(35).1973, H. 3/4, S. 131–152 Digitalisat der UB Freiburg

## Gedenken
In Efringen-Kirchen ist eine Straße nach ihm benannt und im Hof der Christuskirche in Kirchen erinnert ein Denkmal an ihn.